# Hey Hey Hey (singolo)
Hey Hey Hey è un singolo della cantante statunitense Katy Perry, pubblicato in Italia il 12 gennaio 2018 come quinto estratto dal quinto album in studio Witness.

## Accoglienza
Il brano è stato accolto da recensioni miste da parte della critica specializzata. Mike Wass di Idolator ha paragonato positivamente la traccia al settimo album in studio della cantante Britney Spears, Femme Fatale, e lo ha definito uno dei momenti salienti di Witness. Andy Gill di The Independent ha definito la canzone come una delle migliori dell'album, criticando tuttavia la sua produzione. Leonie Cooper del New Musical Express ha paragonato il «sound languido e spazioso» di Hey Hey Hey ai brani di Lorde.
Altri recensori hanno ipotizzato che il testo di Hey Hey Hey fosse incentrato sui candidati alle elezioni presidenziali degli Stati Uniti d'America del 2016, Donald Trump e Hillary Clinton, con Perry a favore di quest'ultima. Annie Zaleski di The A.V. Club è stata negativa sulla traccia, definendola «irritante» e «particolarmente ignara», notando inoltre come la frase «Perché sono femminile e morbida, ma sono comunque un capo, sì», non va d'accordo con la «non [...] cordiale o imparentata» Clinton, che Perry ha supportato in più occasioni.
Mikael Wood di Los Angeles Times ha scritto: «Hey Hey Hey è un debole tentativo di duplicare il successo di Roar, questa volta con una melodia sottilissima e parole goffe», mentre Fabian Gorsler di Highsnobiety ha definito il brano come «deludente».

## Video musicale
Il video musicale è stato reso disponibile a partire dal 20 dicembre 2017 attraverso il canale Vevo della cantante.

## Formazione
Musicisti
- Katy Perry – voce, cori
- Max Martin – programmazione, percussioni
- Ali Payami – programmazione, percussioni, basso, sintetizzatore, pianoforte
- Astrid S – cori

Produzione
- Katy Perry – produzione esecutiva
- Max Martin – produzione esecutiva, produzione
- Ali Payami – produzione
- Sam Holland – ingegneria del suono
- Cory Brice – assistenza tecnica
- Jeremy Lertola – assistenza tecnica
- Peter Karlsson – montaggio parti vocali
- Șerban Ghenea – missaggio
- John Hanes – ingegneria al missaggio
- Randy Merrill – mastering

## Classifiche
| Classifica (2017) | Posizione massima |
| ----------------- | ----------------- |
| Svezia            | 95                |